# Roy Saari
Roy Saari (n. 26 februarie 1945, Buffalo, New York, SUA – d. 30 decembrie 2008, Mammoth Lakes⁠(d), California, SUA) a fost un înotător ce a reprezentat Statele Unite ale Americii, medaliat olimpic. A participat la o ediție a Jocurilor Olimpice (1964) în care a câștigat o medalie de aur și o medalie de argint.